# جيلي دي بوك
جيلي دي بوك هو لاعب كرة قدم بلجيكي في مركز قلب الدفاع، ولد في 4 مايو 1988 في سينت نيكلاس في بلجيكا. شارك مع منتخب بلجيكا تحت 17 سنة لكرة القدم ومنتخب بلجيكا تحت 19 سنة لكرة القدم ومنتخب بلجيكا تحت 21 سنة لكرة القدم. أما مع النوادي، فقد لعب مع إف سي آيندهوفن ودين بوستش وفاسلاند بيفيرين ونادي آيندهوفن وهيلموند سبورت.